# Carl W. Hauge
Carl W. Hauge (* 12. November 1908 im Bundesstaat Washington, Vereinigte Staaten; † 29. November 1998 in Shelton (Washington), USA) war ein Oscar-prämierter Filmtechniker.

## Leben
Hauge wuchs in Grays Harbor im US-Bundesstaat Washington auf und blieb dort zumindest bis in die 1930er Jahre. Mit seiner Übersiedelung nach Los Angeles und nach seiner technischen Ausbildung stieß er ins Filmgeschäft und wurde schließlich Angestellter in der Technik-Entwicklungsabteilung der Firma Consolidated Film Industries. Dort brachte er es, zusammen mit seinem Firmenkollegen Edward H. Reichard, zu technisch bahnbrechenden Entwicklungen. Gemeinsam mit Ted Hirsch und Reichard war er 1957 erstmals für einen Oscar nominiert, und zwar in der Kategorie „Technische Verdienste“. Zugesprochen wurde die Auszeichnung den drei Männern für ihre Erfindung eines automatischen Szenenzählers für Laborprojektionsräume („for an automatic scene counter for laboratory projection rooms“).  
Im Jahr 1965 erhielt Hauge den Technik-Oscar erneut gemeinsam mit Reichard sowie mit Sidney P. Solow und Job Sanderson für, wie es in der Begründung hieß,  „das Design eines Proximity Cue Detectors und seine Anwendung auf Filmdruckern“ („the design of a Proximity Cue Detector and its application to motion picture printers“). Während derselben Veranstaltung erhielten er, Reichard und Leonard L. Sokolow „für den Entwurf und die Anwendung eines stroboskopischen Szenenprüfgerätes für Farb- und Schwarzweißfilme in der Filmlaborpraxis“ „for the design and application to motion picture laboratory practice of a Stroboscopic Scene Tester for color and black-and-white film“ den Scientific and Engineering Award, der für Leistungen in der Entwicklung, Erforschung und Fertigung von Filmoptiken verliehen wird. Einen weiteren Oscar für technische Verdienste erhielt Hauge 1969 erneut zusammen mit Reichard  „für die Entwicklung einer automatischen Belichtungssteuerung für Druckmaschinenlampen“ („for engineering an automatic exposure control for printing-machine lamps“). 
Nach dem Ende seines Berufslebens kehrte Carl Hauge wieder nach Washington zurück, wo er 17 Tage nach seinem 90. Geburtstag starb.